# Sjeremetevos internationella flygplats
Sjeremetevos internationella flygplats, även Sjeremetievo (IATA: SVO, ICAO: UUEE) (ryska: Международный аэропорт Шеремéтьево), är en internationell flygplats utanför Moskva i Ryssland. Flygplatsen är den största i Moskva-området, med drygt 34 miljoner passagerare (2016). Den invigdes 11 augusti 1959, den första internationella flygningen gjordes 1 juni 1960 till Berlin-Schönefelds flygplats.